# Ripa (rione de Rome)
Pour les articles homonymes, voir Ripa.
Ripa est l'un des 22 rioni de Rome, situé dans le Municipio I. Il est désigné dans la nomenclature administrative par le code R.XII.
Dans l'usage courant la dénomination officielle est très rare; la plus grande partie du quartier (entre le Circus Maximus et la Via Marmorata) est généralement appelée Aventino (l'Aventin), comme la colline qui occupe le même espace.

## Historique
Le nom du quartier provient d'un ancien port sur le Tibre : Ripa Grande (il existait également le petit port secondaire de Ripetta). Ce port était l'Arsenal pontifical. Autrefois beaucoup plus vaste qu'aujourd'hui, ses limites furent fixées en 1921, par l'amputation de territoire permettant la création des rioni Testaccio et San Saba.
|  |  |

## Monuments
- vestiges du forum Boarium
- Aire de Sant'Omobono
- Arc de San Lazzaro
- Circus Maximus
- Basilique San Nicola in Carcere
- Église San Vincenzo de Paoli all'Aventino
- Église Santa Prisca
- Église Sainte-Sabine de Rome
- Basilique Santi Bonifacio e Alessio
- Église Sant'Anselmo all'Aventino
- Église Santa Maria del Priorato dans la Villa del Priorato di Malta
- Église San Giorgio in Velabro
- Église San Giovanni Decollato
- Église Sant'Eligio dei Ferrari
- Église Santa Maria in Cosmedin
- Église Sant'Omobono
- Jardin des Orangers

Sur l'île Tibérine :
- Église San Bartolomeo all'Isola
- Église San Giovanni Calibita
- Oratoire Gesù al Calvario e di Maria

Églises déconsacrées :
- Église Santa Galla
- Église Santa Maria Egiziaca
- Église Santa Maria del Sole ; restaurée en Temple d'Hercule Victor

Églises détruites :
- Ancienne église Santa Galla (Rome)